# هو یونگ جی
هو یونگ جی (کره‌ای: 허영지؛ زادهٔ ۳۰ اوت ۱۹۹۴) که بیشتر با نام یونگ‌جی شناخته می‌شود، خواننده و شخصیت تلویزیونی اهل کره جنوبی است. او بیشتر به عنوان عضو گروه دخترانه کره‌ای کارا شناخته می‌شود.